# Friedrich Ani
Friedrich Ani (ur. 7 stycznia 1959 w Kochel am See) – niemiecki pisarz oraz scenarzysta, znany dzięki powieściom kryminalnym o śledczym „Taborze Süden”, a także z wydanej również w Polsce powieści „Ludzie za ścianą”.

## Życiorys
Friedrich Ani urodził się w 1959 r. ze związku Syryjczyka i Ślązaczki. Krótko po maturze, po przeprowadzce do Monachium, powstały jego pierwsze słuchowiska oraz sztuki teatralne. W latach 1981–1989, po odbyciu służby zastępczej w domu wychowawczym dla trudnej młodzieży, Ani pracował jako reporter policyjny oraz autor audycji radiowych. W 1992 roku został stypendystą Drehbuchwerkstatt München, dwunastomiesięcznego programu rozwijającego dla scenarzystów w Hochschule für Fernsehen und Film München. W roku 1996 wydał swoją pierwszą powieść.
Jego idolami są Georges Simenon oraz Anton Czechow, jednak jak sam Ani powiada, jego idole nic nie wnieśli w jego twórczość, ponieważ „milczą, kiedy pisanie nie chce iść dalej”.
Stał się znany dzięki cyklowi powieści kryminalnych, o monachijskim komisarzu policji Taborze Süden, który najpierw w dziale kryminalnym szukał osób zaginionych, a potem przeszedł do biura detektywistycznego. To właśnie o tym Ani napisał cały szereg książek młodzieżowych oraz tomy liryczne. Po zakończeniu dotychczasowej serii o Taborze Süden stworzył dwie nowe o nadkomisarzu Poloniusie Fischerze, byłym mnichu i o oślepłym komisarzu Jonasie Vogel i jego synu Maxie, który pracuje w wydziale zabójstw. W 2011 roku Ani przywrócił postać komisarza policji Südena na literacką scenę jako detektywa do spraw osób zaginionych. Seria „Süden” liczy 17 pozycji.
Książki Friedricha Ani zostały przetłumaczone na język chiński, duński, francuski, hiszpański, holenderski, koreański, i polski. Twórczość Ani obejmuje powieści dla dorosłych i dla młodzieży, jak np. „Meine total wahren und überhaupt nicht peinlichen Memoiren mit genau elfeinhalb” („Moje prawdziwe i wcale nie żałosne wspomnienia dokładnie w wieku jedenastu i pół roku”). Friedrich Ani został wyróżniony siedem razy nagrodą Deutscher Krimi Preis (Niemiecka Nagroda Kryminałów). Jako jedyny pisarz do tej pory otrzymał Nagrodę Kryminałów jednego roku jednocześnie za trzy części o komisarzu Südenie. W 2010 roku za scenariusz do jednej z powieści z serii „Süden” otrzymał nagrodę Adolf-Grimme-Preis. Za „Idylle der Hyänen” („Idylla hien”) należącą do serii o Poloniusie Fischerze, Friedrich Ani otrzymał kolejną nagrodę – Tukan-Preis. Kolejna powieść „M” w 2014 roku utrzymywała się kilka tygodni na liście najlepszych kryminałów KrimiZEIT w Niemczech. Jego powieść „Odkrycie pożegnania” krytycy ze Szwajcarii wybrali jako jedyną niemieckojęzyczną książkę do katalogu dziesięciu najlepszych powieści kryminalnych roku 1990. Od roku 1995 Ani pisze również scenariusze do filmów i seriali telewizyjnych, jak „Tatort”, „Stahlnetz” i „Rosa Roth”.
Za powieść „German Angst” („Niemiecki strach”), w której Ani opowiada historię z rzeczywistego przykładu ksenofobii w pewnym niemieckim dużym mieście, otrzymał w 2001 roku pierwszą Nagrodę za Kryminał Radia Brema – „Radio Bremen Krimipreis”. Laudator Frank Göhre podkreślił podczas rozdania nagród, że książka Ani wyróżnia się swoim dobitnym realizmem. „German Angst” prezentuje się jako najlepszy przykład gatunku; przytłaczający obraz świata przestępczości dzisiejszych Niemiec.
Wydana powieść Ani „Podziemne słońce” jest kolejnym przykładem poruszania kontrowersyjnych i realistycznych problemów świata. Powieść ta została ograniczona dla czytelników od 16 roku życia.
Film „Operation Zucker. Jagdgesellschaft” o tematyce znęcania się nad dziećmi, został stworzony na podstawie scenariusza Friedricha Ani.
W lutym 2010 roku Ani został powołany do grupy autorów Münchner Turmschreiber, Monachijskich Pisarzy Wieży. W 2012 wygrał on wraz z Iną Jung Bayerischer Fernsehpreis (Bawarska Nagroda Telewizyjna) dzięki scenariuszowi dla Dominika Grafa do filmu Das unsichtbare Mädchen („Niewidzialna dziewczynka”).
Od roku 2012 jest członkiem PEN-Zentrum Deutschland, a od 2014 roku należy do członków Bayerische Akademie der Schönen Künste – Bawarskiej Akademii Sztuk Pięknych w Monachium.
Friedrich Ani żyje w Monachium, gdzie tworzy jako wolny pisarz, współpracuje również z radiem, telewizją i teatrem. Chętnie odwiedza Targi Książki we Frankfurcie nad Menem. Ani angażuje się w sprawy uchodźców.

## Twórczość
Charakterystyczne dla twórczości Ani jest poruszanie tematu samobójstwa i ksenofobii.

### Przekłady na język polski
- „Ludzie za ścianą”, Süden, wydawnictwo Czarne, Warszawa, 2013, ISBN 978-83-7536-527-6[10]
- „Śmierć nie ulega przedawnieniu”, Totsein verjährt nicht, wydawnictwo Czarne, Warszawa, 2011, ISBN 978-83-7536-290-9.

### Twórczość w języku niemieckim
Powieści kryminalne
Powieści o Tabor-Süden
1. Die Erfindung des Abschieds. Heyne Verlag, München 1998, ISBN 3-453-14296-9.
2. German Angst. Droemer Knaur, München 2000, ISBN 3-426-19543-7.
3. Verzeihen. Droemer Knaur, München 2001, ISBN 3-426-19528-3; neu aufgelegt unter dem Titel Süden und die Stimme der Angst, Knaur Taschenbuch, München 2013, ISBN 3-426-51363-3.
4. Süden und das Gelöbnis des gefallenen Engels. Droemer Knaur, München 2001, ISBN 3-426-61999-7.
5. Süden und der Straßenbahntrinker. Droemer Knaur, München 2002, ISBN 3-426-62068-5.
6. Süden und die Frau mit dem harten Kleid. Droemer Knaur, München 2002, ISBN 3-426-62072-3.
7. Süden und das Geheimnis der Königin. Droemer Knaur, München 2002, ISBN 3-426-62073-1.
8. Süden und das Lächeln des Windes. Droemer Knaur, München 2003, ISBN 3-426-62074-X.
9. Gottes Tochter. Droemer Knaur, München 2003, ISBN 3-426-19604-2.
10. Süden und der Luftgitarrist. Droemer Knaur, München 2003, ISBN 3-426-62075-8.
11. Süden und der glückliche Winkel. Droemer Knaur, München 2003, ISBN 3-426-62384-6.
12. Süden und das verkehrte Kind. Droemer Knaur, München 2004, ISBN 3-426-62387-0.
13. Süden und das grüne Haar des Todes. Droemer Knaur, München 2005, ISBN 3-426-62386-2.
14. Süden und der Mann im langen schwarzen Mantel. Droemer Knaur, München 2005, ISBN 3-426-62389-7.
15. Der verschwundene Gast. Nautilus, Hamburg 2008, ISBN 978-3-89401-566-4.
16. Süden. Droemer Knaur, München 2011, ISBN 978-3-426-19907-7.
17. Süden und die Schlüsselkinder. Droemer Knaur, München 2011, ISBN 978-3-426-50936-4.
18. Süden und das heimliche Leben. Droemer Knaur, München 2012, ISBN 978-3-426-50937-1.
19. M: Ein Tabor Süden Roman. Droemer Knaur, München 2013, ISBN 978-3-426-19953-4.
20. Der einsame Engel. Ein Tabor Süden Roman. Droemer, München 2016, ISBN 978-3-426-28147-5.

Powieści o Polonius Fischer
1. Idylle der Hyänen. Paul Zsolnay Verlag, Wien 2006, ISBN 3-552-05391-3.
2. Hinter blinden Fenstern. Zsolnay, Wien 2007, ISBN 3-552-05404-9.
3. Totsein verjährt nicht. Zsolnay, Wien 2009, ISBN 978-3-552-05470-7.

Powieści o Polonius Jonas-Vogel
1. Wer lebt, stirbt. dtv, München 2007, ISBN 3-423-20988-7.
2. Wer tötet, handelt. dtv, München 2008, ISBN 978-3-423-21061-4.
3. Die Tat. dtv, München 2010, ISBN 978-3-423-21198-7.

Powieści o Polonius Jakob-Franck
1. Der namenlose Tag. Suhrkamp, Berlin 2015, ISBN 978-3-518-42487-2.

Inne kryminały
1. Killing Giesing. Emons, Köln 1996, ISBN 3-924491-80-1.
2. Abknallen. Emons, Köln 1997, ISBN 3-924491-99-2.
3. Brennender Schnee. Heyne, München 1998, ISBN 3-453-13681-0.
4. Nackter Mann, der brennt. Suhrkamp, Berlin 2016, ISBN 978-3-518-42542-8.
5. Jako audiobook: Hörbuch Hamburg, 2016, ISBN 978-3-95713-060-0.

Sztuki teatralne
- Der Mann, der Olsdorfer erschoss. Ein Mordsstück über die fürchterlichen Auswirkungen von Literatur. Hunziger, Bad Homburg 1987
- Freizeichen Berlin. Ein Stück. Hunziger, Bad Homburg 1989
- Der Gefangene. Suhrkamp, Berlin 2016
- Freiheit des Willens. Suhrkamp, Berlin 2016
- Unser Syrer. Suhrkamp, Berlin 2016

Powieści i opowiadania
- Die ganze Nacht und morgen. Erzählungen. Aufbau, Berlin 1994, ISBN 3-351-02815-6.
- Das geliebte, süße Leben. Roman. Luchterhand, München 1996, ISBN 3-630-86951-3.
- Unterhaltung. Geschichten. Droemer Knaur, München 2014, ISBN 3-426-28112-0.

Liryka
- Wer die Dunkelheit entfacht. Ani und Treiber, München 1981, ISBN 3-9800585-2-2.
- Neue Gedichte. A und T, München 1984, ISBN 3-9800585-6-5.
- Tür zum Meer. Emons, Köln 1999, ISBN 3-89705-135-4.
- 7 Gedichte. Ludewig, München 2004, ISBN 3-9808640-7-3.
- Mitschnitt. Zsolnay, Wien 2009, ISBN 978-3-552-05451-6.
- Im Zimmer meines Vaters. Suhrkamp, Berlin 2017, ISBN 978-3-518-46799-2.

Powieści młodzieżowe
- Durch die Nacht, unbeirrt. Hanser Verlag, München 2000, ISBN 3-446-19747-8.
- Wie Licht schmeckt. Hanser, München 2002, ISBN 3-446-20120-3.
- Als ich unsterblich war. Eine Jesus-Geschichte. Hanser, München 2003, ISBN 978-3-423-62154-0.
- Das unsichtbare Herz. Hanser, München 2005, ISBN 3-446-20604-3.
- Gregor oder wohin die Träume tragen. Sanssouci Verlag, München 2006, ISBN 3-7254-1420-3.
- Meine total wahren und überhaupt nicht peinlichen Memoiren mit genau elfeinhalb. Hanser, München 2008, ISBN 978-3-446-20982-4.
- Die unterirdische Sonne. cbt, München 2014, ISBN 978-3-570-16261-3

Scenariusze
- 1995: Weißes Land (zusammen mit Markus Bräutigam), Episode der Serie Ein Fall für Zwei; Regie: Markus Bräutigam
- 1996: Diebin des Feuers (zusammen mit Markus Bräutigam), Episode der Serie Faust, Regie: Markus Bräutigam
- 1997: Tote weinen nicht, Episode der Serie Faust; Regie: Martin Enlen
- 1999: Federmann, Fernsehspiel; Regie: Christian Diedrichs
- 1999: Das Glockenbachgeheimnis, Fernsehfilm der Reihe Tatort; Regie: Martin Enlen
- 2001: Das gläserne Paradies, Episode der Serie Stahlnetz, Regie: René Heisig
- 2001: Jagd auf den Plastiktüten-Mörder (zusammen mit Markus Bräutigam), Fernsehfilm; Regie: Markus Bräutigam
- 2001: Und dahinter liegt New York, Fernsehfilm der Reihe Tatort; Regie: Friedemann Fromm
- 2004: 21 Liebesbriefe (zusammen mit Nina Grosse), Fernsehfilm; Regie: Nina Grosse
- 2005: Im Namen des Vaters, Fernsehfilm der Reihe Rosa Roth, Regie: Carlo Rola
- 2007: A gmahde Wiesn, Fernsehfilm der Reihe Tatort, Regie: Martin Enlen
- 2007: German Angst (zusammen mit Thomas Berger), Fernsehfilm aus der Reihe Kommissarin Lucas, Regie: Thomas Berger
- 2008: Mord in aller Unschuld, Fernsehfilm, Regie: Connie Walther
- 2008: Kommissar Süden und der Luftgitarrist, Fernsehfilm, Regie: Dominik Graf (Ani hat einen Kurzauftritt als Zuschauer bei einem Luftgitarren-Wettbewerb)
- 2008: Kommissar Süden und das Geheimnis der Königin, Fernsehfilm, Regie: Martin Enlen
- 2010: Am Ende muss Glück sein, Fernsehfilm der Reihe Kommissarin Lucas, Regie: Maris Pfeiffer
- 2011: Das unsichtbare Mädchen (zusammen mit Ina Jung), Fernsehfilm; Regie: Dominik Graf
- 2014: Zwei allein, Fernsehfilm; Regie: Stephan Wagner
- 2014: Tatort: Die Feigheit des Löwen, Fernsehfilm der Reihe Tatort; Regie: Marvin Kren
- 2016: Operation Zucker: Jagdgesellschaft, (zusammen mit Ina Jung), Fernsehfilm, Regie: Sherry Hormann

Słuchowiska radiowe
- 1988: Alte Liebe (BR).
- 1990: Der Mann, der Olsdorfer erschoss (Radio DRS Bern).
- 1991: Die unerreichbaren Frauen (Radio DRS Bern).
- 2007: Wer lebt, stirbt (SWR).
- 2008: Meine total wahren und überhaupt nicht peinlichen Memoiren mit genau elfeinhalb (SWR).
- 2009: Falsches Herz (mit Uta-Maria Heim; SWR – im Rahmen des ARD-Radio-Tatorts).
- 2010: Der Gefangene (SWR)
- 2010: In einer Nacht aus Feuer (WDR)
- 2011: Süden und der verschwundene Ehemann, Süden und die verschwundene Verkäuferin, Süden und der verschwundene Schüler (SWR)
- 2011: Wer tötet, handelt (WDR)
- 2012: Süden (SWR)
- 2012: Tabor Süden und der verschwundene Hausierer (SWR)
- 2012: Tabor Süden und der verschwundene Stammgast (SWR)
- 2012: Tabor Süden und die verschwundene Souffleuse (SWR)
- 2013: Tabor Süden und die verschwundene Mörderin (SWR)
- 2013: Tabor Süden und der verschwundene Nachtportier (SWR)
- 2014: Das Verschwinden der Natalia Aschenbrenner (6-teiliges Hörspiel, SWR)
- 2017: Süden und die verschwundenen Frauen (SWR)
- 2017: Tabor Süden und der verschwundene Dichter (SWR)